# Upplands runinskrifter 205
Upplands runinskrifter 205 är ett nu försvunnet vikingatida runstensfragment som funnits i Angarns kyrka, Angarns socken och Vallentuna kommun. Runstensfragmentet har, enligt Johan Peringskiöld, legat "i kyrkdörren" men försvann troligen redan på 1600-talet. Fragmentets ungefärliga mått är 0,7 gånger 0,35 meter.

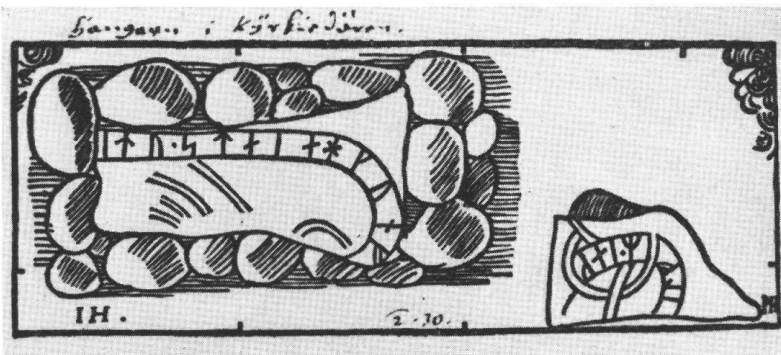
U 205 till höger på bilden och Upplands runinskrifter 206 till vänster.

## Inskriften
Translitterering av runraden:
[...ilfʀ · iak ...]
Normalisering till runsvenska:
...ælfʀ hiogg ...
Översättning till nusvenska:
... -älv högg ...